# 파파피네
파파피네는 사모아의 제3의 성으로, 생물학적 남성으로 태어난 사람이 여성의 성 역할을 수행한다. 파파피네는 사모아 인구의 약 1~5%를 차지하는 것으로 추정되며 사모아에서는 '미스 파파피네 선발대회' 도 열리고 있다.

## 같이 보기
- 히즈라 (젠더)
- 카토이